# Ceraclea lirata
Ceraclea lirata is een schietmot uit de familie Leptoceridae. De soort komt voor in het Oriëntaals gebied.